# Acidosis respiratoria
La acidosis respiratoria es uno de los trastornos del equilibrio ácido-base en la que la disminución en la frecuencia de las respiraciones o hipoventilación, provoca una concentración creciente del dióxido de carbono en el plasma sanguíneo y la consecuente disminución del pH de la sangre. 
El dióxido de carbono es producido constantemente a medida que el cuerpo metaboliza energía, el cual se acumulará en la circulación con rapidez si los pulmones no lo eliminan adecuadamente. La hipoventilación alveolar conduce así a un aumento de la presión parcial de CO2 arterial (PaCO2), un trastorno llamado hipercapnia (el valor normal de la PaCO2 es de 36-44 mmHg). El aumento en la PaCO2 a su vez disminuye la relación entre el bicarbonato (HCO3) y la PaCO2 con el consecuente aumento de la acidez o disminución del pH sanguíneo.

## Clasificación
La acidosis respiratoria puede ser aguda o crónica. En la acidosis respiratoria aguda, la PaCO2 se encuentra elevada por encima del límite superior del rango de referencia normal (más de 6,3 kPa o 45 mmHg) con una concomitante acidemia (pH < 7,35).
En la acidosis respiratoria crónica, la PaCO2 se encuentra también elevada por encima del límite superior del rango normal, pero persiste en el tiempo con un pH sanguíneo normal (7,35 a 7,45) o valores casi normales gracias a la compensación renal y a niveles elevados de bicarbonato (HCO-3 > 30 mEq/L).

## Etiología
La acidosis respiratoria aguda se produce cuando aparece un trastorno súbito de la ventilación y antes de que los riñones puedan retornar el cuerpo a un estado de equilibrio. Este fracaso ventilatorio puede ser causado por la depresión del centro respiratorio a nivel del sistema nervioso central por enfermedad cerebral o drogas, incapacidad para ventilar adecuadamente debido a una enfermedad neuromuscular (p. ej., miastenia gravis, esclerosis lateral amiotrófica, síndrome de Guillain-Barré, o distrofia muscular), u obstrucción de las vías respiratorias relacionada con la exacerbación del asma o la enfermedad pulmonar obstructiva crónica (EPOC). 
Por su parte, la acidosis respiratoria crónica puede ser secundaria a muchos trastornos, incluyendo la EPOC. La hipoventilación en la EPOC involucra múltiples mecanismos, incluyendo la disminución en la receptividad a la hipoxia y la hipercapnia, una mayor discrepancia entre la perfusión y la ventilación que conduce a una mayor ventilación con espacio muerto y una disminución de la función del diafragma como consecuencia de la fatiga y la hiperinflación. 
Acidosis respiratoria crónica también puede ser secundaria al síndrome de hipoventilación por obesidad (llamado síndrome de Pickwick), trastornos neuromusculares tales como la esclerosis lateral amiotrófica y graves defectos ventilatorio restrictivos como se observaran en la fibrosis intersticial y deformidades torácica. 
Las enfermedades pulmonares que principalmente causan anormalidad en el intercambio de gas alveolar usualmente no causan hipoventilación pero tienden a causar estimulación de la ventilación e hipocapnia secundaria a la hipoxia. La hipercapnia sólo se produce si hay una enfermedad grave o fatiga muscular respiratoria.

## Respuesta fisiológica
El metabolismo del cuerpo rápidamente genera una gran cantidad de ácido carbónico (H2CO3) y ácido no volátil. El metabolismo de las grasas y carbohidratos conduce a la formación de una gran cantidad de CO2. El CO2 se combina con agua para formar ácido carbónico (H2CO3). Los pulmones normalmente excretan la fracción volátil a través de la ventilación sin acumulación de ácido en la sangre. En situaciones normales, la PaCO2 se mantiene dentro de un rango de 39 a 41 mm Hg. Una alteración significativa en la asistencia respiratoria que afecte a la eliminación de CO2 puede causar un trastorno respiratorio ácido-base. 
La ventilación alveolar está bajo el control de los centros respiratorios centrales, que se encuentran en el puente troncoencefálico y el bulbo raquídeo. La ventilación es influenciada y regulada por los quimioreceptores para la PaCO2, PaO2 y del pH ubicados en el tronco encefálico y en las arterias aorta y carótidas, así como por impulsos neurales de los receptores de estiramiento en el pulmón así como impulsos de la corteza cerebral. El fracaso ventilatorio aumenta rápidamente la PaCO2.
En la acidosis respiratoria aguda, la compensación se produce en 2 pasos. 
La respuesta inicial es buffering celular que se produce en cuestión de minutos a horas. El almacenamiento en búfer celular eleva bicarbonato de plasma (HCO3−) sólo ligeramente, aproximadamente 1 mEq/L para cada 10 mmHg aumento PaCO2. 
El segundo paso es una compensación renal que se produce más de 3 a 5 días. Con compensación renal, se incrementa la excreción renal de ácido carbónico y se incrementa la reabsorción de bicarbonato. Por ejemplo, PEPCK es sobrerregularse en el túbulo proximal renal pincel las células de la frontera, con el fin de secretar más NH3 y, por lo tanto, para producir más HCO3−.

### Compensación
En la compensación renal, el bicarbonato del plasma sanguíneo se eleva 3.5 mEq/L por cada aumento de 10 mmHg en PaCO2. El cambio esperado en la concentración de bicarbonato del suero en la acidosis respiratoria puede ser estimado como sigue: 
- Acidosis respiratoria aguda: El bicarbonato aumenta 1 mEq/L por cada aumento de 10 mmHg en PaCO2.
- Acidosis respiratoria crónica: El bicarbonato se eleva a 3,5 mEq/L por cada aumento de 10 mmHg en PaCO2.

El cambio esperado de pH con acidosis respiratoria puede ser estimado con las siguientes ecuaciones: 
- Acidosis respiratoria aguda: cambios en el pH = 0,008 X (40 − PaCO2)
- Acidosis respiratoria crónica: cambios en el pH = 0,003 X (40 − PaCO2)
- Acidosis respiratoria no tiene un gran efecto en los niveles de electrolitos. Algunos efectos pequeños ocurren en los niveles de calcio y potasio. Acidosis disminuye de enlace de calcio a albúmina y tiende a aumentar los niveles de calcio del suero ionizado. Además, la acidemia provoca un desplazamiento extracelular de potasio, pero acidosis respiratoria rara vez causa clínicamente significativos hipercalemia.